# Aleksandr Markin
Aleksandr Andreevič Markin (in russo Александр Андреевич Маркин?; Magnitogorsk, 10 ottobre 1949 – San Pietroburgo, 2 settembre 1996) è stato un calciatore sovietico, di ruolo attaccante.

## Palmarès

### Individuale
- Capocannoniere della Vysšaja Liga: 1

1976 (autunno) (13 gol)